# Jugoslavenska kruna
Jugoslavenska kruna, odnosno SHS kruna, je bila kratkotrajna valuta, korištena prvo u Državi Slovenaca, Hrvata i Srba, a nakon toga i u Kraljevstvu Srba, Hrvata i Slovenaca, do 1920. godine.
Prvobitno su novčanice jugoslavenske krune bile zapravo žigosane novčanice austro-ugarske krune, i to u denominacijama od 10, 20, 50, 100 i 1000 kruna, a kasnije su novčanice jugoslavenskog dinara imale trojezični žig (na srpskom, hrvatskom i slovenskom jeziku) s vrijednošću izraženom u krunama.

## Povijest
Nakon Prvog svjetskog rata, Austro-Ugarska monarhija se raspala na više država. Na teritoriju Slovenije (Kranjska, Štajerska, Koruška, Gorica), Trojedne Kraljevine Hrvatske, Slavonije i Dalmacije, Bosne i Hercegovine i dijelova Kraljevine Ugarske (Bačka, Banat, Baranja) stvorena je Država Slovenaca, Hrvata i Srba.
U siječnju 1919. obavljeno je žigosanje austro-ugarskih kruna (nostrifikacija) nakon čega je u optjecaju mogla biti jedino ovjerena, tzv. SHS kruna. Pravo prvog žigosanja imale su mnogobrojne institucije te se koristilo više od 2000 vrstâ pečata.
Zbog slabe kontrole nad prvim žigosanjem, u studenom 1919. provedeno je drugo žigosanje, uz lijepljenje posebnih markica na novčanice, s tim da je 20% novca donesenog na žigosanje oduzimano „u korist državne kase”.
Za srpski dinar, odnosno kasnije jugoslavenski dinar, novac je mijenjan na početku u omjeru 1 dinar za 2 krune, a od 1920. u omjeru 1 dinar za 4 krune.
Novčanice kruna su povlačene iz optjecaja od 1920. do 1922. godine.

## Vanjske poveznice
- Katalog novčanica - Jugoslavenska kruna, Colnect.com